# Härnöängen
Härnöängen är ett naturreservat i Strängnäs kommun i Södermanlands län.
Området är naturskyddat sedan 1972 och är 63 hektar stort. Reservatet ligger vid Mälaren på sydvästra delen av Stora Härnön och består av beteshagar och sammanhängande ekbestånd.